# Гумны (Краснослободский район)
Гумны — село в Краснослободском районе Республики Мордовия Российской Федерации. Административный центр Гуменского сельского поселения.. Население 775 чел. (2001), в основном русские.

## География
Расположено близ речки Прамки, при автодороге регионального значения 89Н-05, в 7 км от районного центра и 45 км от железнодорожной станции Ковылкино. 

## История
В «Списке населённых мест Пензенской губернии» (1869) Гумны — село казённое из 165 дворов (913 чел.) Краснослободского уезда. В селе — 3 храма. Последний, освященный в память Рождества Христова, каменный, с приделами во имя Авраамия-затворника и в память Усекновения Главы Иоанна Предтечи, был возведён в 1815 г., реконструирован в конце 19 в. В 1913 г. в селе были 1 община, 313 дворов (2 196 чел.); земская школа, 3 хлебозапасных магазина, 2 ветряные мельницы, 4 просодранки и маслобойки, 2 лавки, 2 кирпичных сарая. В 1931 г. образован колхоз «Горняк»; в 1958 г. совместно с колхозами «Доброволец» (с. Плужное), «Красный путиловец» (с. Кользиваново) составил укрупненное хозяйство. С 1997 г. — колхоз-племзавод СХА им. Калинина (занимается производством зерна, овощей, мяса, шерсти).  

## Население
| 2002 | 2010 |
| ---- | ---- |
| 760  | ↘743 |

### Историческая численность населения
В 1737 г. в селе насчитывалось 524 души мужского пола.

## Церковь Рождества Христова
Гуменские крестьяне построили последовательно три храма. Первый появился в 1641, когда на средства прихожан была срублена деревянная Христорождественская церковь. Простояв полтораста лет, она сгорела в начале XIX в. В 1809-13 краснослободский купец Абрам Муромцев на свои средства построил второй храм, каменный трехпрестольный, с колокольней. Однако для растущего прихода он вскоре стал тесен; со временем сказались строительные просчеты, по стенам пошли трещины. С 1882 г. священники и прихожане занялись возведением нового храма, однако дело оказалось крестьянам не по силам ввиду их бедности. Наконец, в 1898 по приговору сельского схода было решено выделить на новую церковь 50 десятин принадлежавшего общине леса, средства от продажи которого пошли на строительные материалы. Дополнительно в пользу стройки были отданы в аренду 40 десятин пашни. Далее возникли споры о месте храма: часть гуменцев ратовали за сохранении церкви на прежнем месте, в отдалении от двух третей села, другие настаивали на том, чтобы церковь построить на месте первого храма XVII в. Возобладала вторая точка зрения. 18 июня 1900 состоялась закладка краеугольного камня. Нашлись и благотворители: купец С. П. Иванов пожертвовал 25 тыс. кирпичей, поступили денежные средства от архимандрита Московского Покровского монастыря Аристарха, архимандрита Краснослободского Спасо-Преображенского монастыря Григория, архимандрита Больше-Вьясской Владимирской пустыни Гедеона (из с.Большой Вьяс)и др. В 1905 уже была освящена придельная церковь во имя Авраамия затворника, а затем главного престола во имя Рождества Христова. Перед Первой мировой войной появился второй придел в память Усекновения главы Иоанна Предтечи. До закрытия это кирпичная церковь в русском эклектичном стиле, построена вместо прежней каменной(1815) трёхпрестольной с тёплыми приделами (Авраамиевский и Предтеченский). В советское время храм, конфискованный властью под хозяйственные нужды, утратил трапезную (придельные церкви), колокольню и главу. В настоящее время церковь восстанавливается приходом, возобновившимся после учреждения Саранской епархии.
В начале 2000-х к Христорождественской церкви приписана Церковь Воздвижения Честного Креста Господня в Слободских Дубровках.

## Известные уроженцы, жители
- Сивцова, Мария Ивановна (род. 1935) — советский хозяйственный деятель, Герой Социалистического Труда.

## Инфраструктура
Личное подсобное хозяйство с зоной сельскохозяйственного использования, индивидуальная застройка усадебного типа.
Основа экономики — сельское хозяйство .  
Гуменская средняя общеобразовательная школа, Гуменский дом культуры, библиотека, 3 магазина, столовая, медпункт, отделение связи, действующий храм Рождества Христова 

## Транспорт
Автобусное сообщение с райцентром.  Остановка общественного транспорта «Гумны». 